# Zolota Balka, Novovoronțovka
Zolota Balka (în ucraineană Золота Балка) este o comună în raionul Novovoronțovka, regiunea Herson, Ucraina, formată numai din satul de reședință.

## Demografie
Componența lingvistică a comunei Zolota Balka
     Ucraineană (96,19%)
     Rusă (3,45%)
     Alte limbi (0,3%)
Conform recensământului din 2001, majoritatea populației comunei Zolota Balka era vorbitoare de ucraineană (96,19%), existând în minoritate și vorbitori de rusă (3,45%).